# Trinità (Campin)
La Trinità è uno dei pannelli di Flémalle, conservati nello Städel di Francoforte sul Meno ed attribuiti al Maestro di Flémalle, ormai riconosciuto nella figura di Robert Campin. Risale al 1430-1432 e misura 147,5x57,6 cm.

## Descrizione e stile
L'opera raffigura la Trinità, in particolare Dio Padre che sorregge la figura gracile ed esangue del Cristo morto (una "Pietà"), che ha la colomba dello Spirito Santo sulla sua spalla. Più precisamente non si tratta di una colomba ma di un'aquila, cosa che rende l'opera d'arte davvero originale, rarissima è infatti la raffigurazione dello Spirito Santo come aquila. Le figure sono ritratte a monocromo, come statue marmoree, e sono collocate entro una finta nicchia, sopra un piedistallo a base esagonale con la scritta "TRINITAS UNUS DEUS". La rappresentazione sembra gareggiare con la scultura ed esprime, tramite l'uso espressivo di luci ed ombre, un profondo pathos.
L'opera si pone come uno dei capisaldi della nascente scuola fiamminga, per l'uso incisivo e innovativo della luce che scava in profondità le figure tramite un forte chiaroscuro, che disegna ombre nette, in contrasto con le parti bianche in piena luce, modellando con estremo vigore i personaggi. Si notino ad esempio gli effetti delle gambe di Cristo, che sembrano proiettarsi verso lo spettatore, o dell'ombra del Dio Padre nelle nicchia che lo stacca così nettamente dallo sfondo.